# AIPC (笔记本电脑)
AIPC是一个笔记本电脑品牌，使用Windows CE系统，声称其内存和CPU为三星生产。AIPC在电视购物广告中进行了夸大宣传和虚假宣传，如声称它“使用三星原装内存，内存越高级画面的解析力越强”，号称其“永远不会中病毒”等。因其夸大宣传的广告，AIPC的广告经常被网友当做鬼畜视频素材。
|                                                  | 这是最新的美国大片，停，放大，放大，再放大！哈哈，快看，海鸥的每一根羽毛都看得清清楚楚！这只有AIPC才能做得到！ |
| ——一句AIPC广告中的宣传词，经常被网友恶搞制作鬼畜 | |